# Gene Bervoets
Eugène Joanna Alfons (Gene/Gène) Bervoets (Antwerpen, 26 maart 1956) is een Belgisch acteur, bekend van theater, film en televisie, onder meer van de serie Windkracht 10, de film SM-rechter. Hij was ook presentator van het culinair televisieprogramma Gentse Waterzooi.

## Levensloop
In 1976 richtte Bervoets de Antwerpse punkband De Plastik Bags op en was de zanger tot 1980. Terwijl studeerde hij aan de Studio Herman Teirlinck, waar hij in 1980 zijn diploma behaalde. Datzelfde jaar ging Bervoets naar de Nederlandse Antillen om er ontwikkelingswerk te doen in plaats van legerdienst moeten te vervullen. Van 1986 tot 1990 was hij enige tijd actief in en voor Het Theater van de Derde Wereld in Europa (TIE3), waarvan hij de verantwoordelijkheid overnam van Tone Brulin. Hij werd gekozen voor het eerste theaterfestival in 1987 in Amsterdam en Antwerpen.
In 2015 ontving hij de Ensor voor beste acteur. Hij werd genomineerd voor het Gouden Kalf in 2009 in de categorie van beste acteur.
In februari-maart 2012 was hij te zien in de musical De Producers. Bervoets is ook peter van het Antwerpse radiostation Antwerpen FM.
Hij speelde in ongeveer alle Heerlijke Hoorspelen van Het Geluidshuis, zoals de rol van Pee Pastinakel.
Bervoets was een fervent deelnemer aan het populaire muziekprogramma Het Swingpaleis.

## Filmografie
- 2024 - De dans van Natasja - Vader Daantje
- 2023 - Neem me mee - Kees
- 2023 - WIL  - Omer Verschueren
- 2023 - Inside - Owner
- 2022 - H4Z4RD - Ferryman Ronny
- 2021 - Nr. 10 - Reichenbach
- 2020 - Cruise Control - Jean Bonckers
- 2018 - De Matchmaker - Belgische date
- 2018 - Patser - Onderzoeksrechter
- 2017 - Oude Liefde - Fer
- 2017 - Bad Trip - René
- 2015 - Michiel de Ruyter - Van Ginneken
- 2015 - Paradise Trips - Mario Dockers
- 2015 - Schneider vs. Bax - Mertens
- 2015 - Home Suite Home (kortfilm) - Ludwig
- 2014 - Image - Herman
- 2014 - Wonderbroeders - kardinaal
- 2014 - Le dernier diamant - Philipe de Mazières
- 2014 - Flying Home - leerkracht
- 2013 - Borgman - tuinman
- 2012 - Nono, The ZigZag Kid - bankdirecteur
- 2012 - De verbouwing - Eugene
- 2012 - Dead Passion (kortfilm) - begrafenisondernemer
- 2010 - Wolf - Steven Perseyn
- 2010 - Daijobu - peetvader
- 2009 - De laatste dagen van Emma Blank - Haneveld
- 2009 - SM-rechter - Koen Allegaerts
- 2008 - Abused (kortfilm) - Husband
- 2008 - Loft - burgemeester Van Esbroeck
- 2008 - Duska - Bob
- 2007 - Timboektoe - Pierre
- 2007 - SEXtet - professor
- 2006 - 'n Beetje Verliefd - Guy
- 2005 - Suspect - Rob Dekoster
- 2003 - De zaak Alzheimer - Seynaeve
- 2003 - The Gallery
- 2003 - Saturday Night Fear - vampier
- 2001 - De grot
- 2000 - The Gas Station
- 1999 - Shades - Max Vogel
- 1999 - Man van staal - Victors vader
- 1999 - No Trains No Planes - Mario Russo
- 1998 - Hombres Complicados - Fred
- 1997 - Straffe koffie (kortfilm) - vriend
- 1997 - The Bloody Olive - Sam
- 1996 - Elexir d'Anvers - Tanchelin
- 1996 - Lisa - Robert
- 1996 - De wachtkamer
- 1995 - Walhalla - Gunther Somers
- 1995 - De Vliegende Hollander - zoon van Netelneck
- 1994 - Twee zusters (kortfilm)
- 1993 - Ad fundum - advocaat Theys
- 1993 - The Anchoress - Reeve
- 1993 - Mannen maken plannen - Jim
- 1990 - Dilemma - Zeger
- 1988 - Spoorloos - Rex Hofman
- 1987 - Macho City (kortfilm)
- 1987 - Crazy Love - Jeff
- 1987 - Skin - S.T.A.N.
- 1979 - Een vrouw tussen hond en wolf - soldaat

## Televisie
- 2025 - Dood Spoor - Joseph Bex
- 2024 - Juliet - Guillaume Duvivier
- 2024 - Assisen - Dirk Dejager
- 2023 - Knokke Off - Jacques
- 2023 - Rough Diamonds - Matthias Dumont
- 2023, 2025 - Arcadia - Pieter Hendriks
- 2022 - Transport - Antonio
- 2021 - F*** You Very, Very Much - Victor
- 2021 - De Kraak - Alidor Van Praet
- 2021 - Beau Séjour - Maurice Teirlinck
- 2021 - Déjà Vu - Michel
- 2020 - Brak - Dirk Debrandere
- 2017 - Tabula Rasa - inspecteur Jacques Wolkers
- 2016 - Patrouille Linkeroever - Pol Doornik
- 2015-2016 - Professor T. - Herman Donckers
- 2015 - Hij komt, hij komt... De intrede van de Sint - Stijn
- 2014 - De Biker Boys - Gini
- 2014 - Amateurs - bijrol
- 2014 - Cordon - Dirk Maes
- 2014 - Aspe - Antoon Coninckx / Roger Van Camp
- 2013 - Ontspoord - Karel Allegaerts
- 2013 - Albert II - Edmond d'Hulst
- 2013 - Crème de la Crème - Raymond Knaepen
- 2013 - Flikken Maastricht - Van Kesteren
- 2013 - Zone Stad - Jean-Yves Bosvoorde
- 2013 - Salamander - Guy Rasenberg
- 2012–2013 - Wolven - Steven Perseyn
- 2012 - Bergica
- 2012 - Code 37 - Kurt Van Hees
- 2011 - Vermist - onderzoeksrechter Coninckx
- 2011 - Het goddelijke monster - minister/procureur De Balder
- 2011 - Monster! - Barthold Vanderslagmulders
- 2010–2011 - Ella - Norbert De wachter
- 2010 - Goesting - Kurt Goossens
- 2005–2009 - Kinderen van Dewindt - Bob Dewindt
- 2006 - Witse - Hendrik Palfijn
- 2005 - Team Spirit: de serie II - procureur Gilbert
- 2004 - Rupel - Guy Van Acker
- 2004 - Het Geslacht De Pauw
- 2003 - Wet & Waan - Stan Paternotte
- 2001 - Spangen
- 1999 - Recht op Recht - J.C. Pickery
- 1997–1998 - Windkracht 10 - Peter Segers
- 1994 - De Legende van de Bokkerijders - dr. Kirchhoffs/De Zwarte Kapitein
- 1988 - 't bolleken - dokter
- 1986 - Adriaen Brouwer
- 1984 - Xenon - Tom

## Theater
- Abattoir Fermé - Grey Gardens
- Compagnie De Koe - Outrage au Public, De wet van Engel e.a.
- Maandacht - Over weten en vergeten, The Juliet Letters
- Theatercompagnie - De eenzame weg
- Kamermuziekensemble van de Munt - Peter en de wolf
- Kaaitheater - Kopnaad, Maria Salomé
- De Tijd - Het Bal van de Pompiers, Groot en Klein, Neruda e.a.
- CREW - Man-O-War e.a.
- Needcompany - Caligula
- Tie3 - Ali: a 1001 Nightmare, RATS, Nero e.a.
- Koninklijke Vlaamse Schouwburg - Odysseus, Een zwerver komt thuis

## Privéleven
Gene Bervoets is sinds 2001 samen met actrice Tine Laureyns. Hij heeft vier kinderen. Zijn zoon Kaena speelt in de Antwerpse rockband Paper James.

## Trivia
- Bervoets is ambassadeur voor Een Hart voor ALS.[3]
- In 2024 was Bervoets master van Filmfestival Oostende.